# Дягилево (Устюженский район)
Дягилево — деревня в Устюженском районе Вологодской области.
Входит в состав Устюженского сельского поселения, с точки зрения административно-территориального деления — в Устюженский сельсовет.
Расстояние по автодороге до районного центра Устюжны — 13 км. Ближайшие населённые пункты — Вороново, Высотино, Тимонино, Шилово.
Население по данным переписи 2002 года — 3 человека.